# Кемпфелбах
Кемпфелбах (њем. Kämpfelbach) општина је у њемачкој савезној држави Баден-Виртемберг. Једно је од 28 општинских средишта округа Енцкрајс. Према процјени из 2010. у општини је живјело 6.208 становника. Посједује регионалну шифру (AGS) 8236074.

## Географски и демографски подаци
Кемпфелбах се налази у савезној држави Баден-Виртемберг у округу Енцкрајс. Општина се налази на надморској висини од 250 метара. Површина општине износи 13,6 km². У самом мјесту је, према процјени из 2010. године, живјело 6.208 становника. Просјечна густина становништва износи 455 становника/km².